# Myosotis lamottiana
Myosotis lamottiana är en strävbladig växtart som först beskrevs av Br.-bl., och fick sitt nu gällande namn av Hans Rudolph Jürke Grau. Myosotis lamottiana ingår i släktet förgätmigejer, och familjen strävbladiga växter. Inga underarter finns listade i Catalogue of Life.